# John Drinkwater

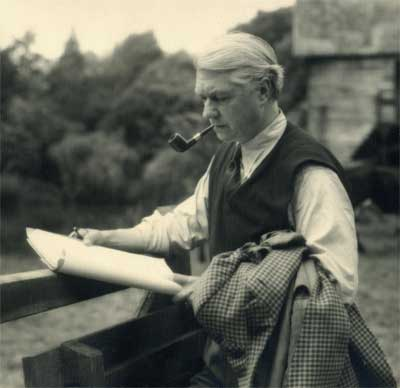
John Drinkwater, wczesne lata 30.

John Drinkwater (ur. 1 czerwca 1882 w Leytonstone, ob. dz. Londynu, zm. 25 marca 1937 w Londynie) – angielski pisarz i poeta.
Autor delikatnych poezji opiewających piękno przyrody i utworów lirycznych o podkładzie religijno-etycznym.

## Ważniejsze prace
- "Swords and Ploughshares" (1915)
- "Loyalties" (1919)
- dramaty:
  - "Cophetua" (1911)
  - "Abraham Lincoln" (1918)
  - "Mary Stuart" (1921)

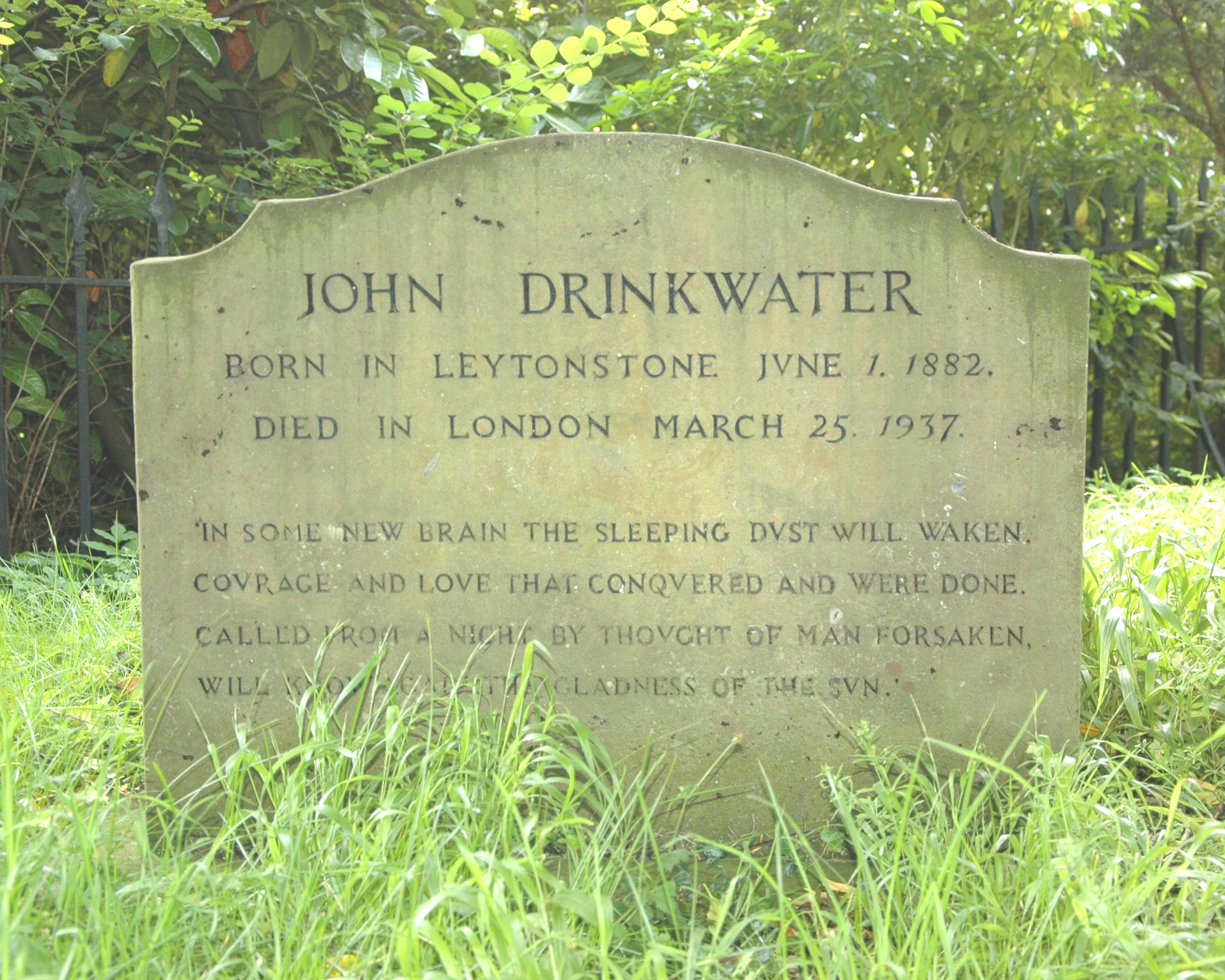
Grób poety we wsi Piddington, w hr. Oxfordshire, gdzie w dzieciństwie spędzał wakacje.

- studia o Williamie Morrisie i Algernonie Charlesie Swinburnie i inne.